# Juchnovskij rajon
Lo Juchnovskij rajon (in russo Юхновский район?) è un rajon dell'Oblast' di Kaluga, nella Russia europea; il capoluogo è Juchnov. Istituito nel 1929, ricopre una superficie di 1.332,5 chilometri quadrati.